# Пашков, Александр Павлович
Алекса́ндр Па́влович Пашко́в (25 декабря 1920, Кяппесельга, ныне Кондопожский район Карелии — 24 апреля 1945, район Берлина, Германия) — Герой Советского Союза (1945), старшина первой статьи.

## Биография
Родился в крестьянской семье, окончил семилетнюю школу и школу фабрично-заводского ученичества в Кондопоге. Работал помощником машиниста на Кировской железной дороге, председателем Кяппесельгского сельсовета, в Медвежьегорском районном комитете комсомола.
В 1939 году призван в Рабоче-Крестьянский Красный флот, служил на тральщиках Северного флота.
С началом Великой Отечественной войны, с июня 1941 года — в отряде морских пехотинцев, участвовал в битве за Москву, был ранен, награждён медалью «За отвагу».
После лечения в госпитале служил командиром катера Волжской военной флотилии, участвовал в обороне Сталинграда, был тяжело ранен.
После лечения в госпитале в составе Днепровской военной флотилии участвовал в освобождении Белоруссии, в Висло-Одерском наступлении.
При штурме Берлина 24 апреля 1945 года под шквальным огнём противника командир полуглиссера Александр Пашков обеспечивал переброску на западный берег реки Шпрее передовых частей 5-й ударной армии, был ранен в обе руки, но лично за штурвалом довёл катер до берега. Вместе с десантниками, тяжело раненый, вступил в бой с противником, участвовал в атаке и был смертельно ранен взрывом фаустпатрона.
Звание Героя Советского Союза старшине первой статьи командиру полуглиссера 1-го отдельного отряда полуглиссеров 1-й Бобруйской бригады речных кораблей Днепровской военной флотилии А. П. Пашкову присвоено посмертно указом Президиума Верховного Совета СССР от 31 мая 1945 года за образцовое выполнение боевых заданий командования и проявленные при этом мужество и героизм. Награждён орденом Ленина.
Первоначально был похоронен в городе Кюстрин, провинция Бранденбург, Германия (ныне Костшин-на-Одре, Польша)*. Перезахоронен в братской могиле № 123 на воинском кладбище в городе Гожув-Великопольски (улица Вальчака), Любушское воеводство, Польша**. Кенотаф установлен на кладбище № 1 города Кондопога Республики Карелия.

## Семья
- Мать — Агафья Ивановна Пашкова, сестра — Александра.

## Награды и звания
- Герой Советского Союза (31.5.1945)
- Орден Ленина
- Медаль "За отвагу"

## Память
- Навечно зачислен в списки воинской части.
- Именем Героя названа улица в городе Кондопога.
- Под именем А. П. Пашкова ходили буксир на Беломорско-Балтийском канале и рыболовный траулер в Атлантике.
- В 1958 году пароход "Экспортлес-12" Беломорско-Онежского пароходства был переименован в "Александр Пашков"[2].
- На родине Героя в посёлке Кяппесельга установлена мемориальная доска на здании клуба.
- Имя Героя было присвоено пионерским дружинам ряда школ Карелии.
- Портрет А. П. Пашкова, как и всех Героев Советского Союза — уроженцев Карелии, установлен в Галерее Героев Советского Союза в Петрозаводске.
- Мемориальная доска в память о Пашкове установлена Российским военно-историческим обществом на здании Кяппесельгской средней школы Кондопожского района, где он учился.
- Портрет Героя в галерее Мемориала «Герои Советского Союза – земляки» (улица Пролетарская между домами №№ 10 и 14) в Кондопога Республика Карелия.